# گونار کنودسن
گونار کنودسن (انگلیسی: Gunnar Knudsen؛ ۱۹ سپتامبر ۱۸۴۸ – ۱ دسامبر ۱۹۲۸) یک سیاست‌مدار اهل نروژ و از مارس ۱۹۰۸ تا فوریه ۱۹۱۰ و دوباره از ژانویه ۱۹۱۳ تا ژوئن ۱۹۲۰ نخست‌وزیر این کشور بود.